# Peter Forster
Peter Robert Forster (Solihull, Inglaterra, 16 de marzo de 1950) es un ex obispo anglicano británico. Fue obispo de la diócesis anglicana de Chester desde 1996 y Lord Espiritual desde 2001 hasta su jubilación en 2019. Fue recibido en la Iglesia Católica en 2021.

## Primeros años y educación
Nacido en Solihull, hijo de Thomas Forster y Edna Russell, Forster se educó en la Tudor Grange Grammar School de dicha ciudad. Estudió en el Merton College, en Oxford, donde se graduó con una Licenciatura en Artes (BA) en química, promovida a Maestría en Artes (MA Oxon) en 1973. En la Universidad de Edimburgo, se graduó como Licenciado en Divinidad (BD) en teología en 1977 y como Doctor en Filosofía en 1985.

## Iglesia de Inglaterra
Forster fue ordenado diácono el 29 de junio de 1980, y sacerdote el 12 de julio de 1981, ambas veces por David Sheppard, obispo de Liverpool, en la catedral de Liverpool. De 1980 a 1982, fue coadjutor asistente de la iglesia parroquial de Mossley Hill en Liverpool. Fue tutor principal en St John's College, en Durham, entre 1983 y 1991, y se convirtió en vicario de Beverley Minster en 1992.
En 1996, Forster fue nombrado obispo de Chester. Fue consagrado obispo durante un servicio en la catedral de York, por David Hope, arzobispo de York, el 13 de noviembre de 1996. Fue entronizado el 11 de enero de 1997 y en 2001 ocupó su puesto como Lord Spiritual en la Cámara de los Lores.
De 1997 a 2005, Forster fue presidente de la junta de gobernadores del University College de Chester, que fue reconocido por la Universidad de Liverpool para la concesión de títulos. En 2005 supervisó el surgimiento de la Universidad de Chester, con pleno poder para otorgar sus propios títulos. De 2005 a 2019 fue presidente del consejo de la universidad. Al jubilarse, la universidad le otorgó el título de Doctor en Divinidad.
En 2000, Forster representó a la Iglesia de Inglaterra en el sínodo mundial de obispos católicos, celebrado en Roma en el mes de octubre. De 2001 a 2010 fue miembro del Comité Anglicano-Católico Inglés.
Durante sus años como miembro de la Cámara de los Lores, de 2001 a 2019, Forster inició importantes debates sobre el matrimonio, los hijos y la vida familiar, y sobre el impacto de la pornografía en la sociedad, además de hablar sobre una amplia gama de temas.
En marzo de 2019, pidió al Parlamento que aceptara el acuerdo del Brexit de Theresa May.
En abril de 2019, Forster anunció que se jubilaría el 30 de septiembre de 2019.

## Iglesia católica
Forster fue recibido en la Iglesia Católica en 2021. Los informes sobre su recepción fueron generalizados, pero no se mencionó ningún plan para ordenarlo al sacerdocio católico ni ningún ministerio potencial para él en la Iglesia.

## Vida personal
Forster se casó en 1978 con Elisabeth Anne Stevenson, con quien tiene cuatro hijos. Su cuñado, Kenneth Stevenson, también fue obispo anglicano.